# Dien Bien Phu
Dien Bien Phu (wiet. Điện Biên Phủ, wym. [ɗîənˀ ɓīən fû]ⓘ) – miasto w północno-zachodnim Wietnamie, w dolinie Mường Thanh, 35 km od granicy z Laosem. Stolica prowincji Dien Bien.
Jest znane powszechnie jako miejsce historycznej bitwy pod Dien Bien Phu między wietnamskim ruchem partyzanckim Việt Minh a oddziałami francuskimi, zakończonej 7 maja 1954 roku kapitulacją Francuzów.
Według statystyk rządowych, w 2019 roku Dien Bien Phu liczyło ok. 80 tysięcy mieszkańców. Większość mieszkańców stanowią mniejszości etniczne, przede wszystkim Tajowie. Drugą co do wielkości grupą etniczną są Wietnamczycy (ok. ⅓), pozostałe to Hmong, Si La i inne.
Jednymi z najczęściej odwiedzanych atrakcji w okolicy są muzeum, cmentarz wojskowy oraz pomnik na Wzgórzu D1.